# إيفان شارانيتش
إيفان شارانيتش هو لاعب كرة قدم كرواتي في مركز الوسط، ولد في 12 مايو 2003 في سيساك في كرواتيا يلعب في نادي البطائح الإماراتي.
لعب في دينامو زغرب ونادي البطائح.

## روابط خارجية
إيفان شارانيتش على موقع اتحاد كرواتيا (الكرواتية)
- إيفان شارانيتش على موقع قاعدة بيانات كرة القدم.إي يو (الإنجليزية)
- إيفان شارانيتش على موقع Soccerway.com (الإنجليزية)